# باول تومسون (ملحن)
باول تومسون (بالإنجليزية: Paul Thomson)‏ هو ملحن بريطاني، ولد في 18 فبراير 1972 في والسال في المملكة المتحدة.

## وصلات خارجية
- الموقع الرسمي
- باول تومسون على موقع IMDb (الإنجليزية)
- باول تومسون على موقع قاعدة بيانات الفيلم (الإنجليزية)

لم يتم العثور على روابط لمواقع التواصل الاجتماعي.